# Monti Tarbagatai
I monti Tarbagatai (mongolo: Тарвагатай; cinese: 塔尔巴哈台山; pinyin: Tǎ'ěrbāhātái Shān) sono una catena montuosa situata nello Xinjiang nord-occidentale (Cina) e nella regione del Kazakistan Orientale. Il nome della catena è di origine mongola: tarbagan, unito al suffisso tai, infatti, significa «montagna dove vivono molte marmotte».
Estensione orientale dei Tarbagatai sono i monti Saur.

## Idrografia
Come su tutte le altre catene montuose, anche sui Tarbagatai cade molta più pioggia che sulle pianure adiacenti. Essi costituiscono un importante spartiacque. I torrenti provenienti dal versante settentrionale dei Tarbagatai fluiscono nel lago Zaysan, e quindi (attraverso l'Irtysh) nel mar Glaciale Artico. Molti torrenti del versante meridionale, invece, defluiscono nel fiume Emil, che scorre attraverso la valle di Emin (il bacino endoreico del lago Alakol); essi costituiscono un'importante risorsa idrica per varie contee della prefettura cinese di Tacheng (Tarbagatay).